# Mollia lepidota
Mollia lepidota là một loài thực vật có hoa trong họ Cẩm quỳ. Loài này được George Bentham mô tả khoa học đầu tiên năm 1861 theo các mẫu vật số 1591, 2538, 2576 do Richard Spruce thu thập ven sông Vaupés và Negro tại Brasil.

## Phân bố
Loài cây gỗ cao tới 4,5-6,0 m (15-20 pedalis) này có trong các khu rừng ẩm ướt vùng đất thấp tại Bolivia, miền bắc và tây trung Brasil, Colombia, Ecuador, Guyana, Venezuela.

## Phân loài
- M. lepidota subsp. boliviana (Britton) Meijer, 1978 (đồng nghĩa: M. boliviana Britton, 1889, Capparis bangii Rusby, 1895): Bolivia.[5]
- M. lepidota subsp. casiquiarensis (Baehni) Meijer, 1978 (đồng nghĩa: M. lepidota var. casiquiarensis Baehni, 1934): Miền bắc Brasil, Colombia, Venezuela.[6]
- M. lepidota subsp. lepidota (đồng nghĩa: M. intricata Baehni, 1934, M. lucens Baehni, 1934 và M. sprucei Baehni, 1934): Miền bắc, đông bắc và trung tây Brasil, Ecuador.[7]
- M. lepidota subsp. sphaerocarpa (Gleason) Meijer, 1978 (đồng nghĩa: M. lepidota f. acrocarpa (Baehni) Meijer, 1978, M. sphaerocarpa var. acrocarpa Baehni, 1934): Miền bắc Brasil, Guyana.[8]